# Šach-Synagoge
Koordinaten: 49° 19′ 55″ N, 17° 34′ 45″ O

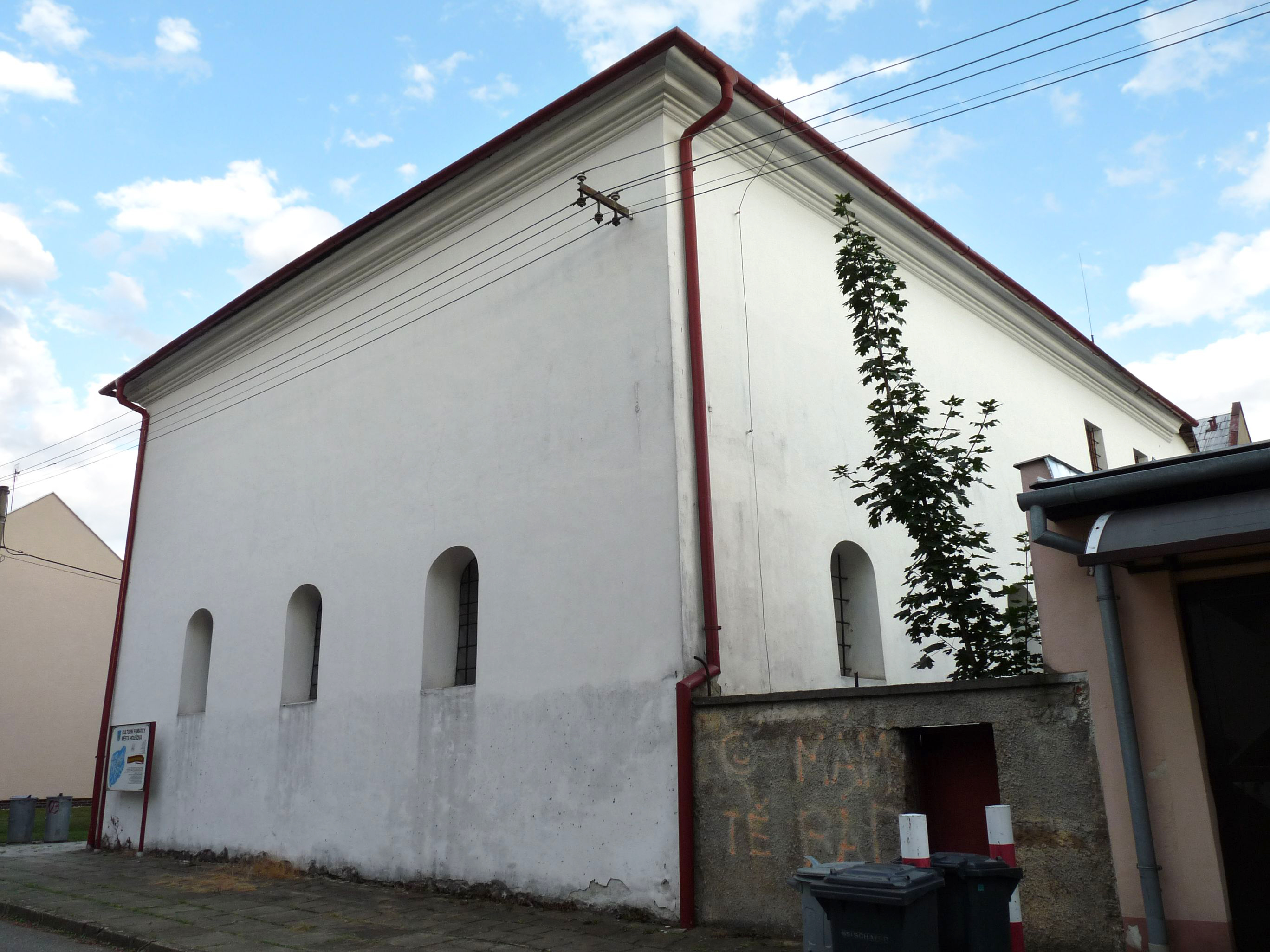
Synagoge in Holešov

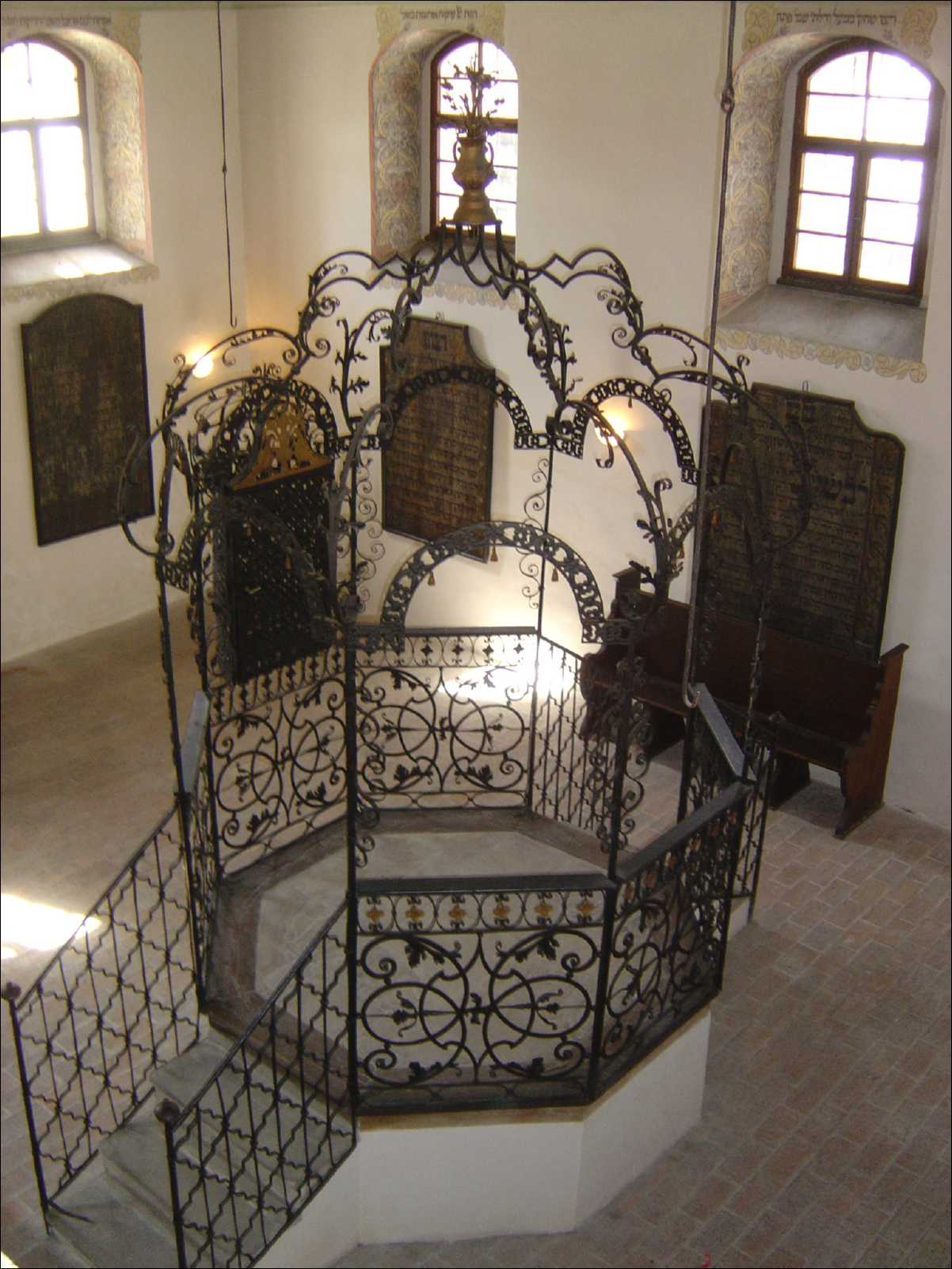
Innenansicht mit Bima

Die Šach-Synagoge in Holešov (deutsch Holleschau), einer Stadt im Okres Kroměříž in Tschechien, wurde im 16. Jahrhundert errichtet. Die profanierte Synagoge ist seit 1958 ein geschütztes Kulturdenkmal.

## Geschichte und Beschreibung
In Holešov bestand einst eine der größten jüdischen Gemeinden Mährens. Die ursprünglich 1560 errichtete Synagoge wurde 1615 durch einen Anbau vergrößert. Um 1725/35 wurde sie im Stil des Barock umgestaltet. In der Mitte des Gebetssaals steht die schmiedeeisern verzierte Bima. Über eine steile Treppe ist die Frauenempore erreichbar, der Raum wurde ursprünglich als Schule genutzt. Die Holzdecke ist mit Blumen-, Obst- und Tiermotiven geschmückt.
Der Name der Synagoge stammt vom örtlichen Rabbiner Šabtaj ha-Kohen, Kurzname Šach.

## Heutige Nutzung
Die in den 1990er Jahren renovierte Synagoge beherbergt das mährisch-jüdische Museum.

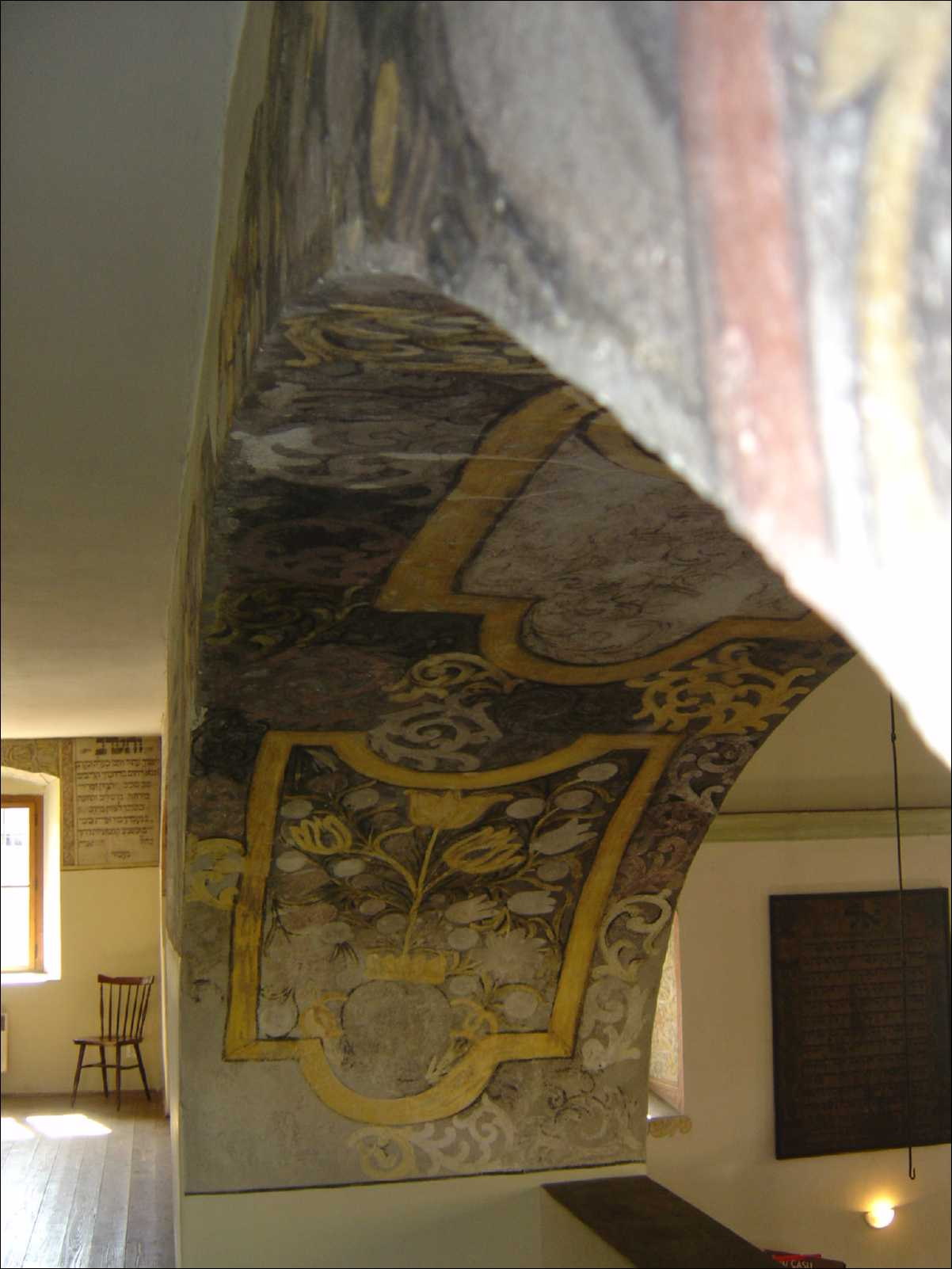
Wandmalerei
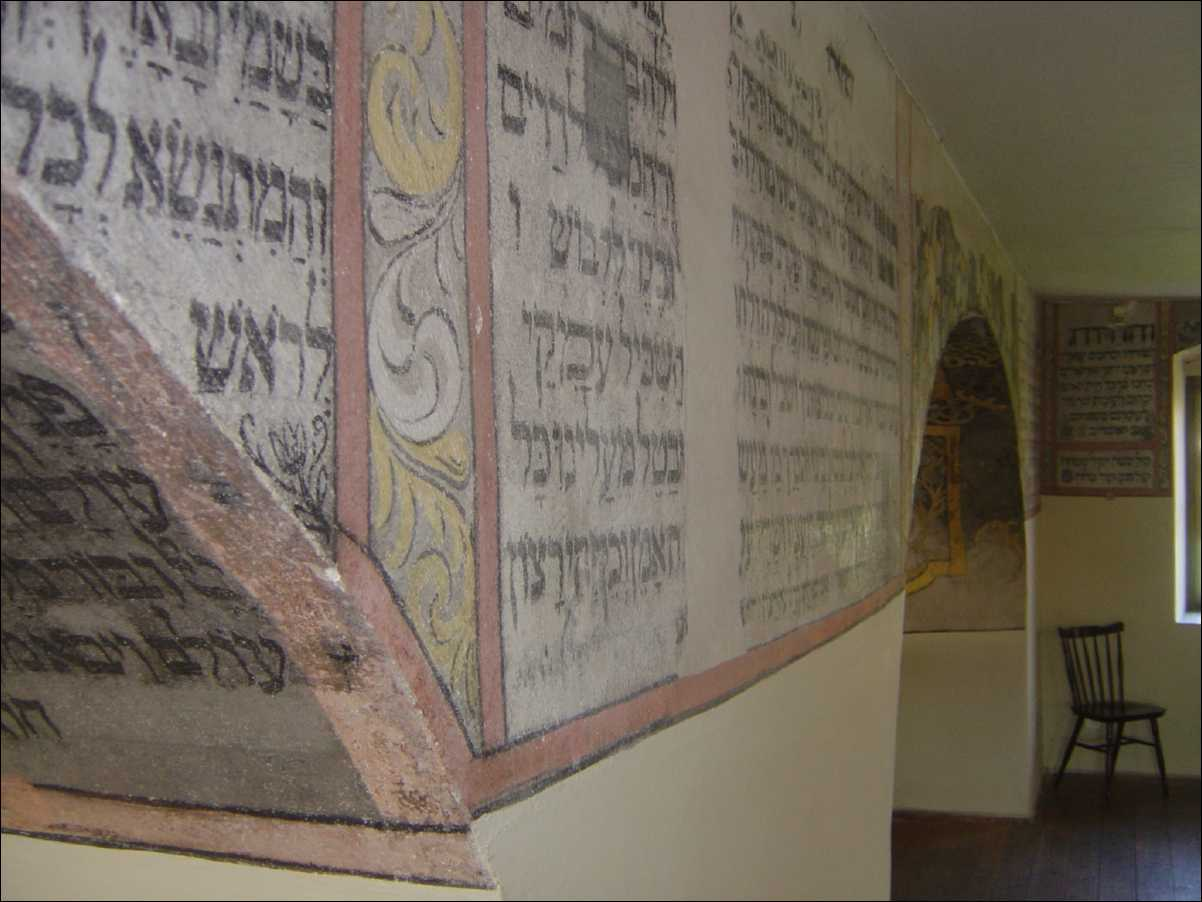
Inschriften
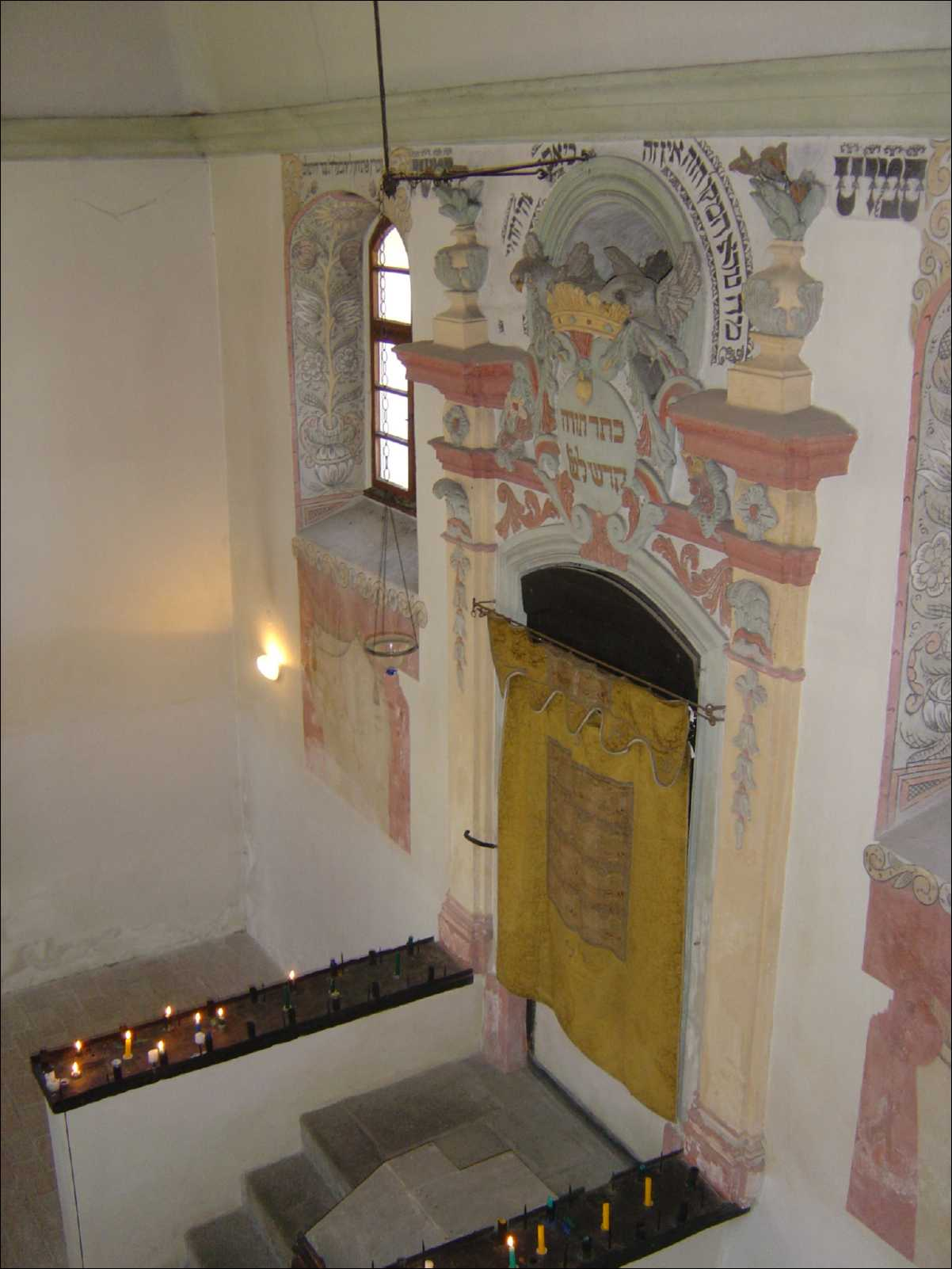
Toraschrein
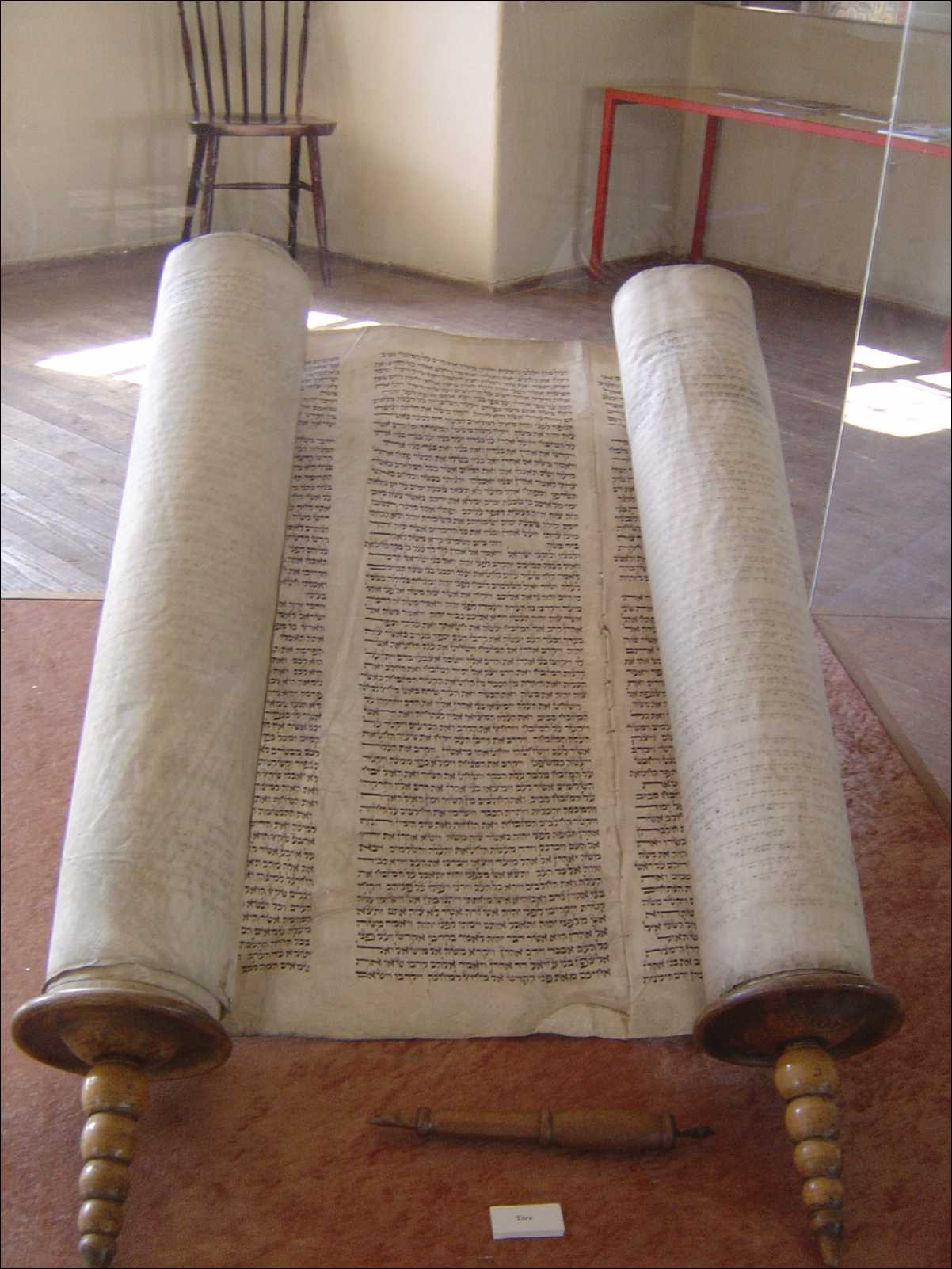
Tora